# BMW Série 3 (E36)
La BMW Série 3 (E36) est la troisième génération de la Série 3 du constructeur automobile BMW. Elle a été introduite en août 1990 en tant que successeure de la gamme E30 et construite en tant que berline jusqu'en février 1998. Les modèles BMW Compact et Z3 ont également été construits avec la technologie de l'E36. À partir de février 1998, l'E36 a ensuite été remplacée par le modèle successeur, l'E46. En septembre 2000, la Compact a été abandonnée, la Z3 a été abandonnée en décembre 2002. Au total, 2 745 773 BMW E36 ont été construites, si l’on exclut la Z3.
Les variantes de l’E30 ont été largement poursuivies avec l'E36, mais la transmission intégrale n'était plus disponible pour cette gamme. Cela n'a été proposé à nouveau qu'avec l’E46. Une variante sportive avec un moteur six cylindres puissant (BMW M3) était également disponible. Le concepteur de la BMW E36 était Pinky Lai.
Les berlines, le coupé, le Touring, le cabriolet et la compact de la gamme E36 sont décrits ci-dessous. Pour le roadster et le coupé basé sur le roadster, voir BMW Z3.

## Historique du modèle

### Général

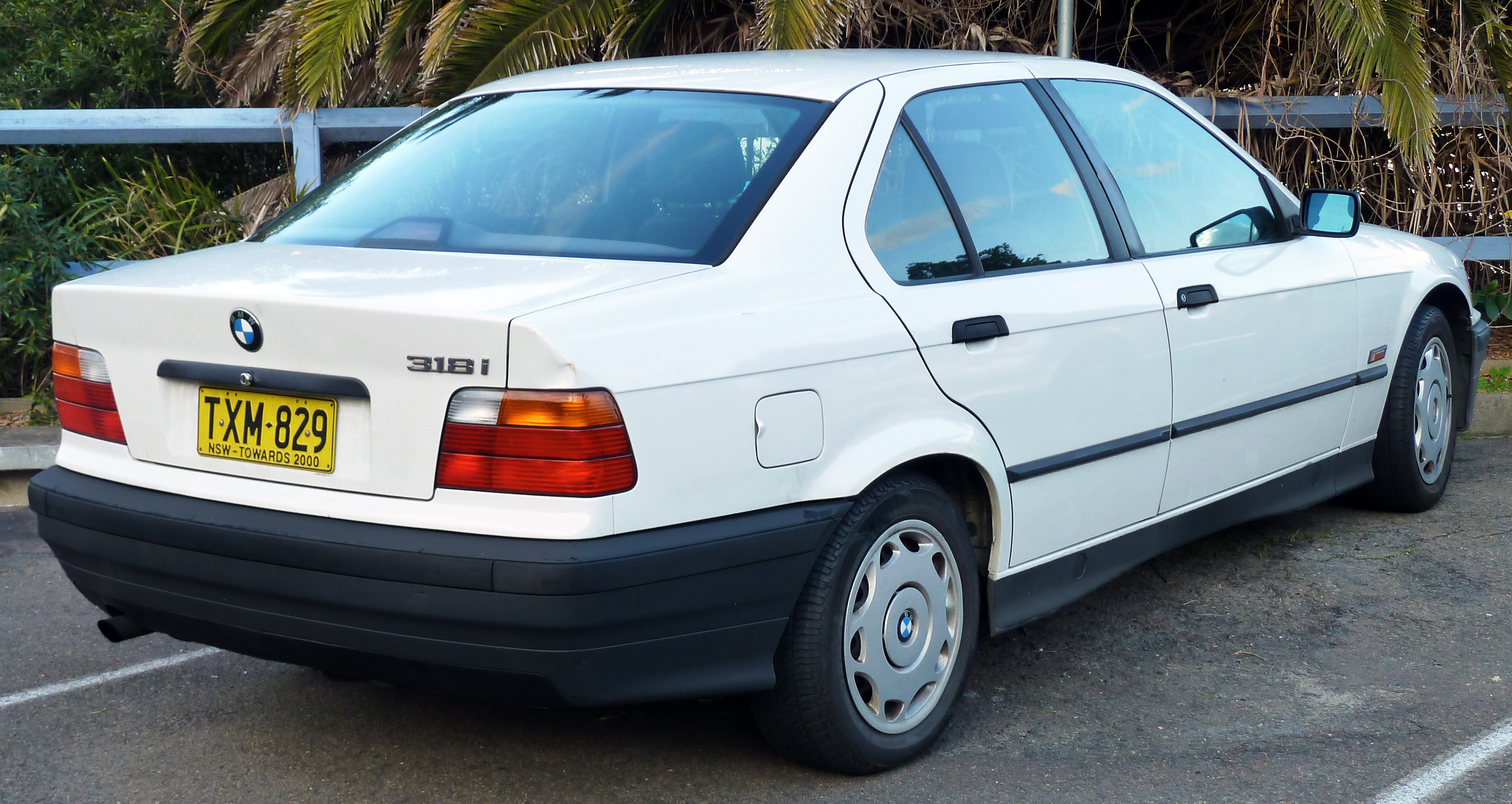
Vue arrière

En octobre 1990, la nouvelle génération de la BMW Série 3 est présentée. BMW a considérablement développé son langage de conception traditionnel : les doubles phares ronds étaient désormais situés sous un couvercle en verre commun. La forme de la carrosserie était fortement influencée par les paramètres aérodynamiques. L'essieu arrière était un essieu à liaison centrale. Le porte-roue rotatif était directement monté, via un porte-à-faux, sur le plancher et guidé latéralement avec deux triangles. Il a été développé pour la BMW Z1 roadster et y a également été installé,.
Dans cette gamme, la berline deux portes (le modèle deux portes précédent avait toujours les mêmes dimensions que le modèle quatre portes) est remplacée en mars 1992 par un coupé plus plat et plus large. La carrosserie a été fortement modifiée dans presque tous les détails, bien que cela ne soit pas nécessairement perceptible au premier coup d'œil. En avril 1993, le cabriolet, dérivé du coupé, fait son apparition. Le break Touring n'est arrivé sur le marché qu'en janvier 1995.
En avril 1994, la version trois portes Compact, avec une partie arrière plus courte d'environ 20 centimètres, est ajoutée à la gamme. Initialement équipée d'une antenne arrière, elle est ensuite disponible avec une antenne intégrée dans la lunette arrière à partir de 1995.
Pour la Compact, BMW a continué à utiliser certaines des conceptions de l’E30, telles que la conception de l'essieu arrière (essieu oscillant). Cela ne signifie pas, comme on le prétend souvent à tort, qu'il s'agit du même essieu que celui de l'E30, puisque diverses dimensions du roulement de l'essieu et le bras semi-tiré sont différents. Le tableau de bord était un nouveau développement, même si les grilles de ventilation cylindriques et divers interrupteurs rappelaient encore l'E30. La 316i Compact était livrée avec un moteur de 1,9 L entre mai 1999 et septembre 2000. Avec un couple de 165 Nm à 2 500 tr/min, ce moteur de 77 kW a une conduite un peu plus "souple" que le moteur de 1,6 l avec 150 Nm à 3 900 tr/min qui était disponible jusqu'en mai 1999. En dehors de l'Allemagne, il y avait aussi d'autres combinaisons de moteur et de carrosserie, par exemple la version américaine de la 318i cabriolet de 1996 a le moteur M44 de 103 kW.

### Conception
L'E36 a encore un avant incliné mais il ne dépasse plus vers l'avant comme sur les anciennes BMW. Il s'agit d'une avancée majeure dans le domaine de la protection des piétons. En cas d'accident impliquant des piétons, ceux-ci étaient désormais plus susceptibles de "rouler" sur le capot et n'étaient plus gravement blessés par la partie avant saillante, comme c'était souvent le cas par le passé. Les doubles phares étaient maintenant derrière un couvercle en verre et ceux de l'arrière étaient placés plus haut. Le tableau de bord était plus rond et plus délicat que celui du modèle précédent, l’E30. Un élément de design que l'on ne trouve que sur l’E36 par rapport aux autres berlines de BMW sont les cadres de porte solides qui s'étendent jusqu'au toit, un principe de conception qui a également été utilisé sur la Golf III, qui a été introduite à peu près à la même époque.
Une nouveauté de l’E36 était le fait que la version deux portes recevait une carrosserie au moins formellement indépendante et qu’elle était désormais appelée coupé. Avec la même position assise, la partie avant a été allongée en reculant le pare-brise et en raccourcissant le tableau de bord pour compenser. Les portes ne sont pas seulement plus longues – comme d'habitude avec les modèles deux portes – mais elles n'ont pas non plus de cadres de fenêtre. De plus, le toit et la partie arrière, y compris les feux arrière, sont plus plats sur le coupé.

### Sécurité passive
Lors d'un crash test mené par Auto motor und sport en 1991, l’E36 a obtenu la note "Bien" selon les normes de notation de l'époque. Le véhicule a été conduit à 55 km/h avec un chevauchement de 50 % contre un bloc de béton indéformable de 100 tonnes. Le risque de blessure a été évalué comme faible et la déformation de la carrosserie comme importante. Le véhicule testé était une 325i sans airbags. Les performances lors d'un crash test réalisé par BMW ont également été qualifiées de "Bien" à l'époque. BMW a laissé l’E36 Compact s'écraser sur un bloc de béton de 100 tonnes à 60 km/h.
Selon les critères de référence du crash test Euro NCAP, le véhicule a été rexaminé en 1997 et l’E36 s'est mal comportée. La Série 3 berline testée a reçu deux étoiles sur cinq dans la cote de sécurité des occupants adultes, dont une a été retirée en raison d'un risque de blessure particulièrement élevé sur le siège du conducteur. Cependant, d'autres voitures particulières dont la conception date de l'époque de l'E36 présentent des lacunes de sécurité tout aussi importantes. De nombreux types de véhicules de l'époque n'étaient plus évalués par le crash test Euro NCAP car ils n'étaient plus produits après 1996/97, tandis que la production de l'E36 s'est poursuivie jusqu'en 2000. Comme pour de nombreuses voitures d'autres constructeurs, la sécurité en cas de collision a été considérablement améliorée dans les générations de modèles suivantes - la BMW E46 a reçu quatre étoiles sur cinq, l’E90 a reçu cinq étoiles. À noter toutefois que l'E36 n'est pas concernée par le scandale des airbags Takata, contrairement aux E46 et E90 etc qui lui ont succédé.

## Variantes de carrosserie

### Berline et Touring (de 1990 à 1996)

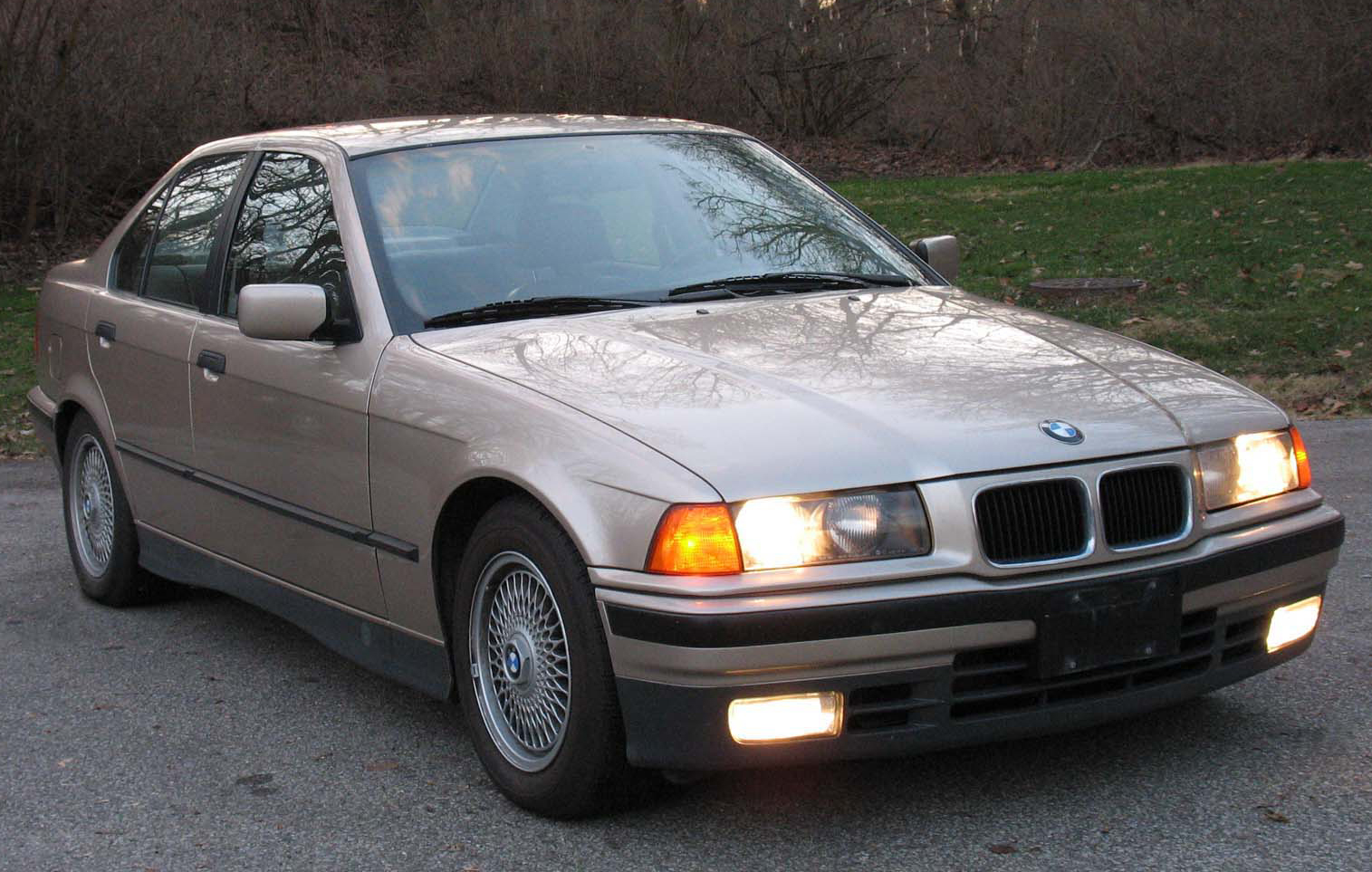
BMW Série 3 en version américaine (1992–1999)
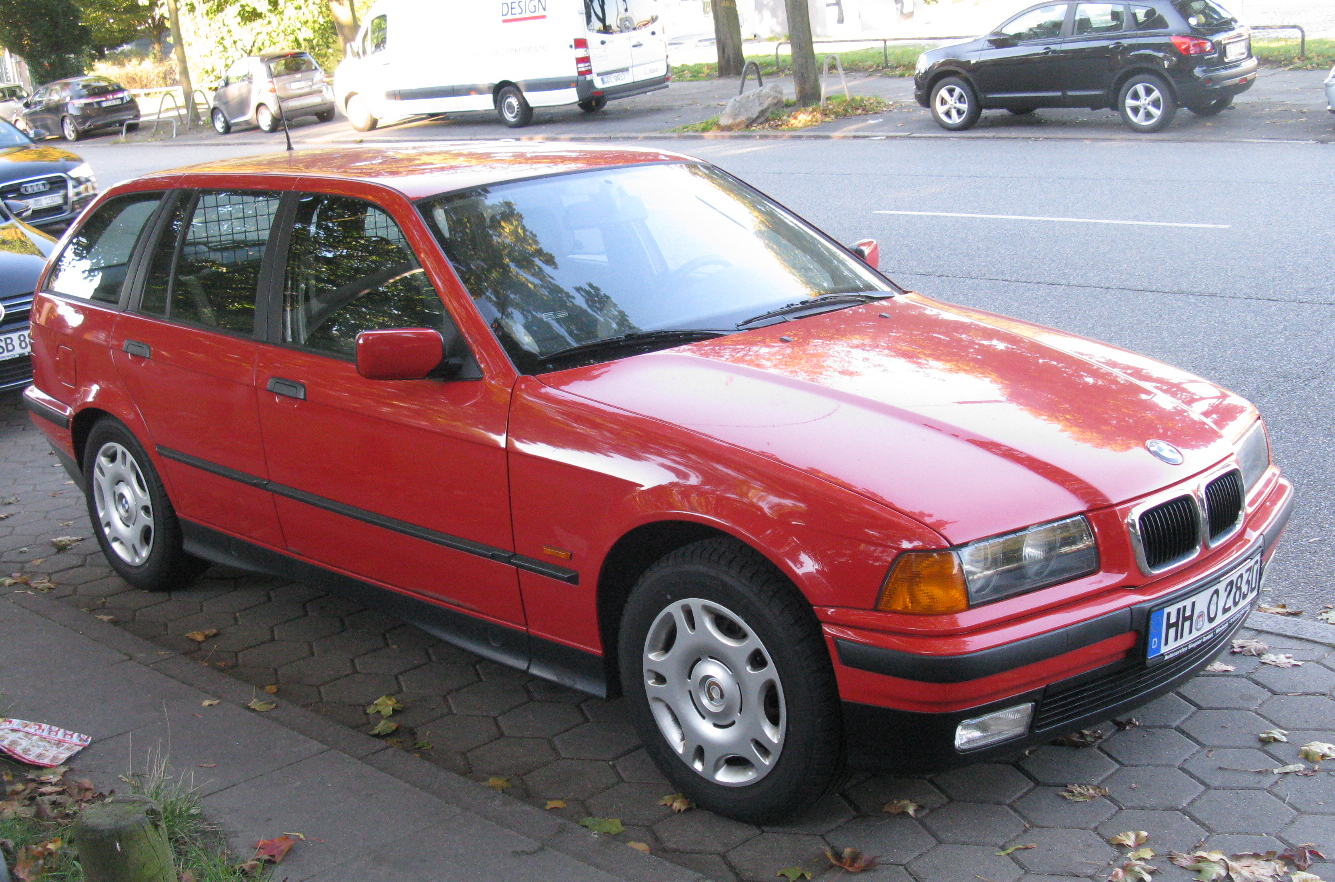
BMW Série 3 Touring (1995–1996)
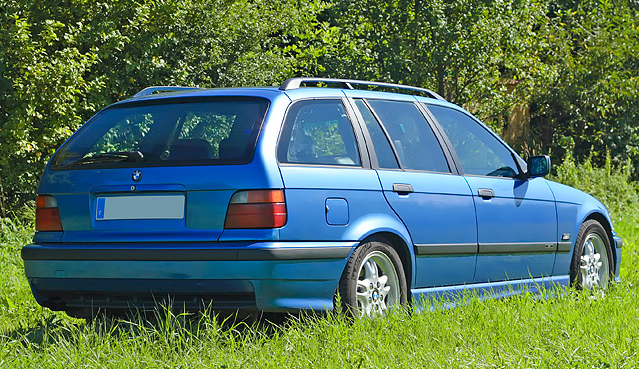
BMW Série 3 Touring (1995–1996)
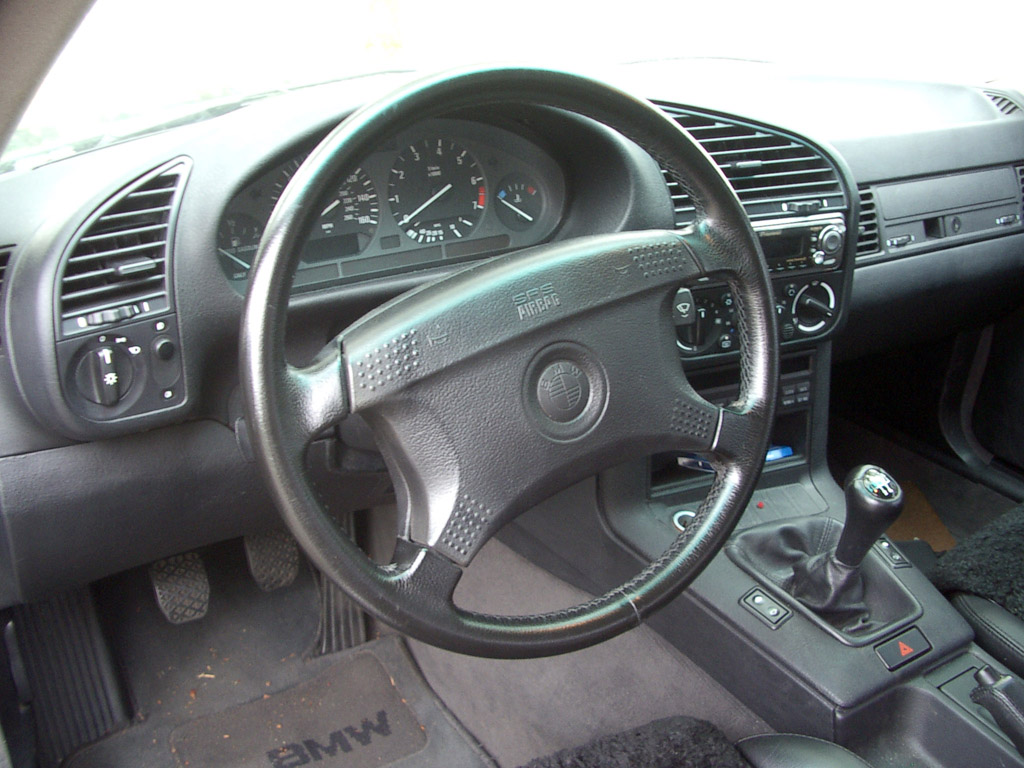
BMW Série 3, intérieur (1995–1996)

### Coupé, cabriolet et Compact (de 1990 à 1996)

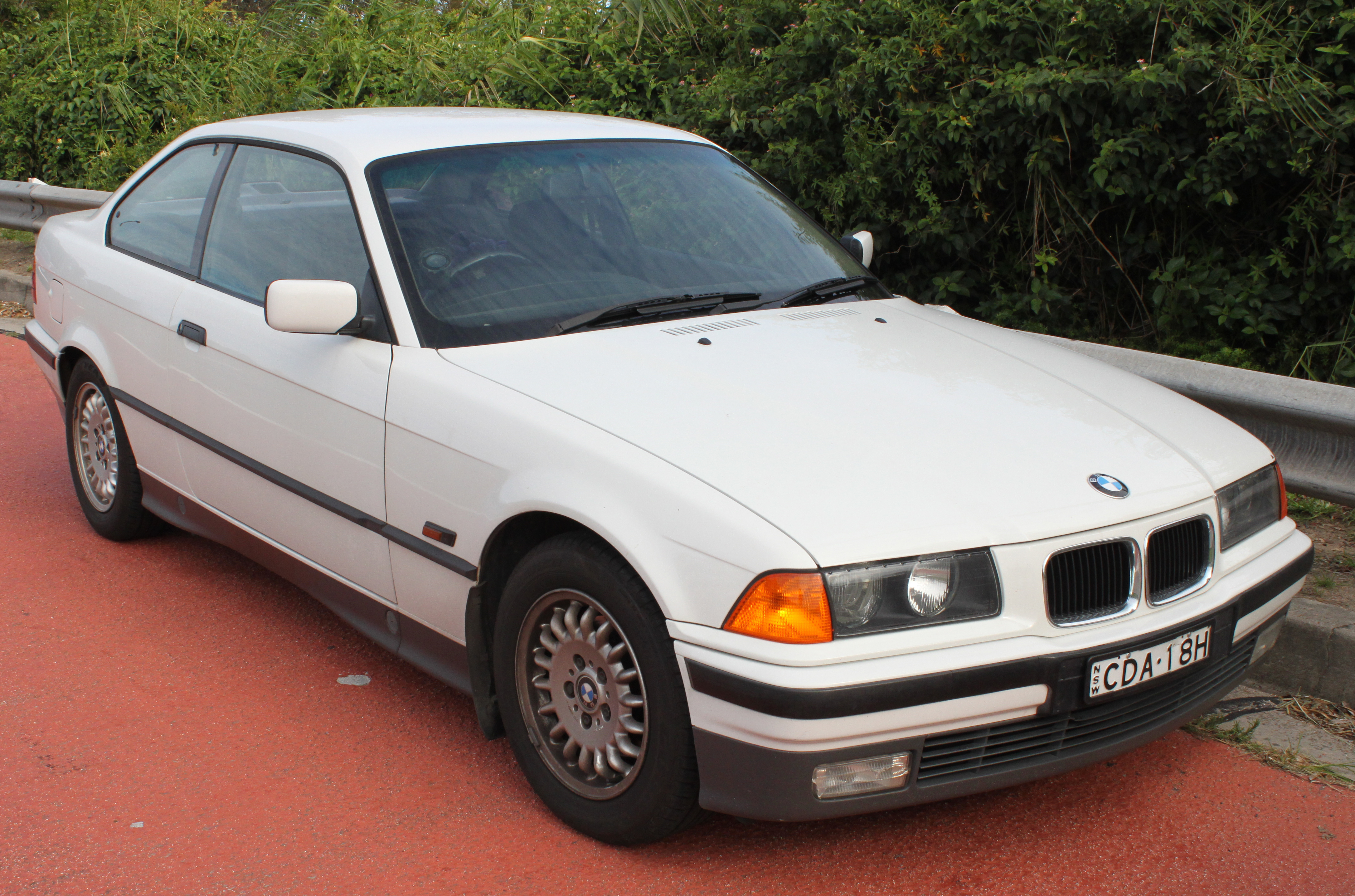
BMW Série 3 coupé (1992–1996)
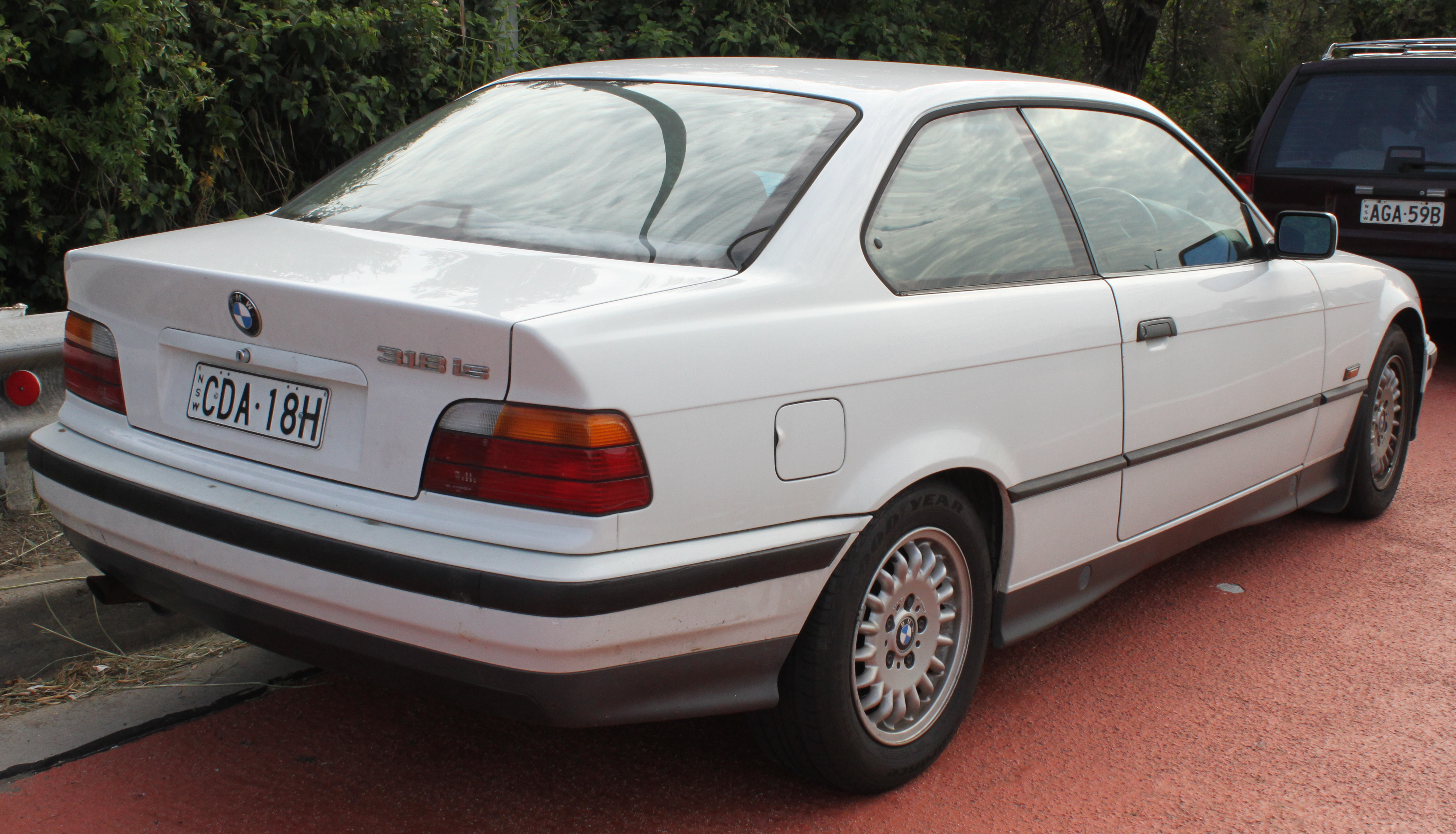
BMW Série 3 coupé (1992–1996)
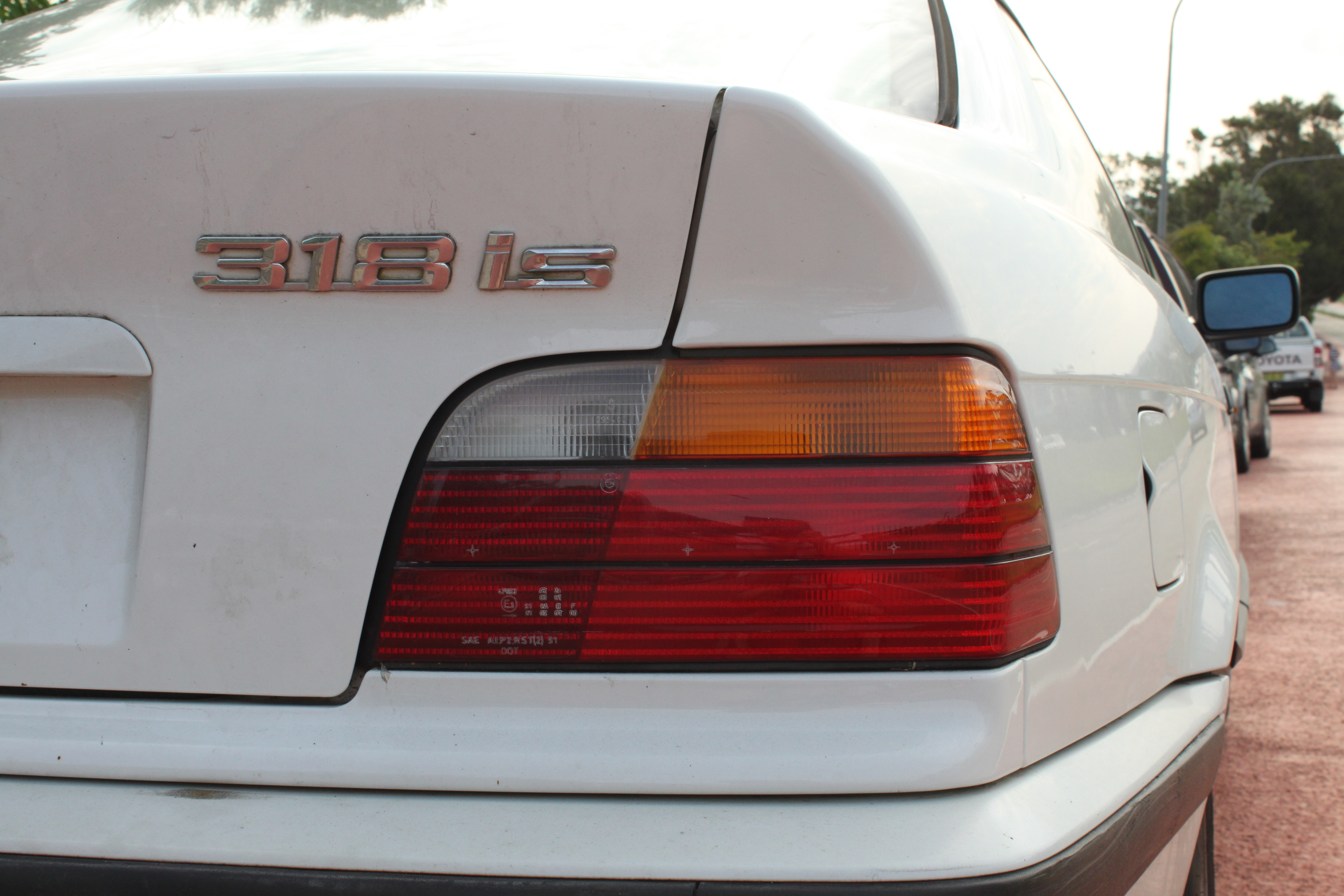
Feu arrière plat sur le coupé
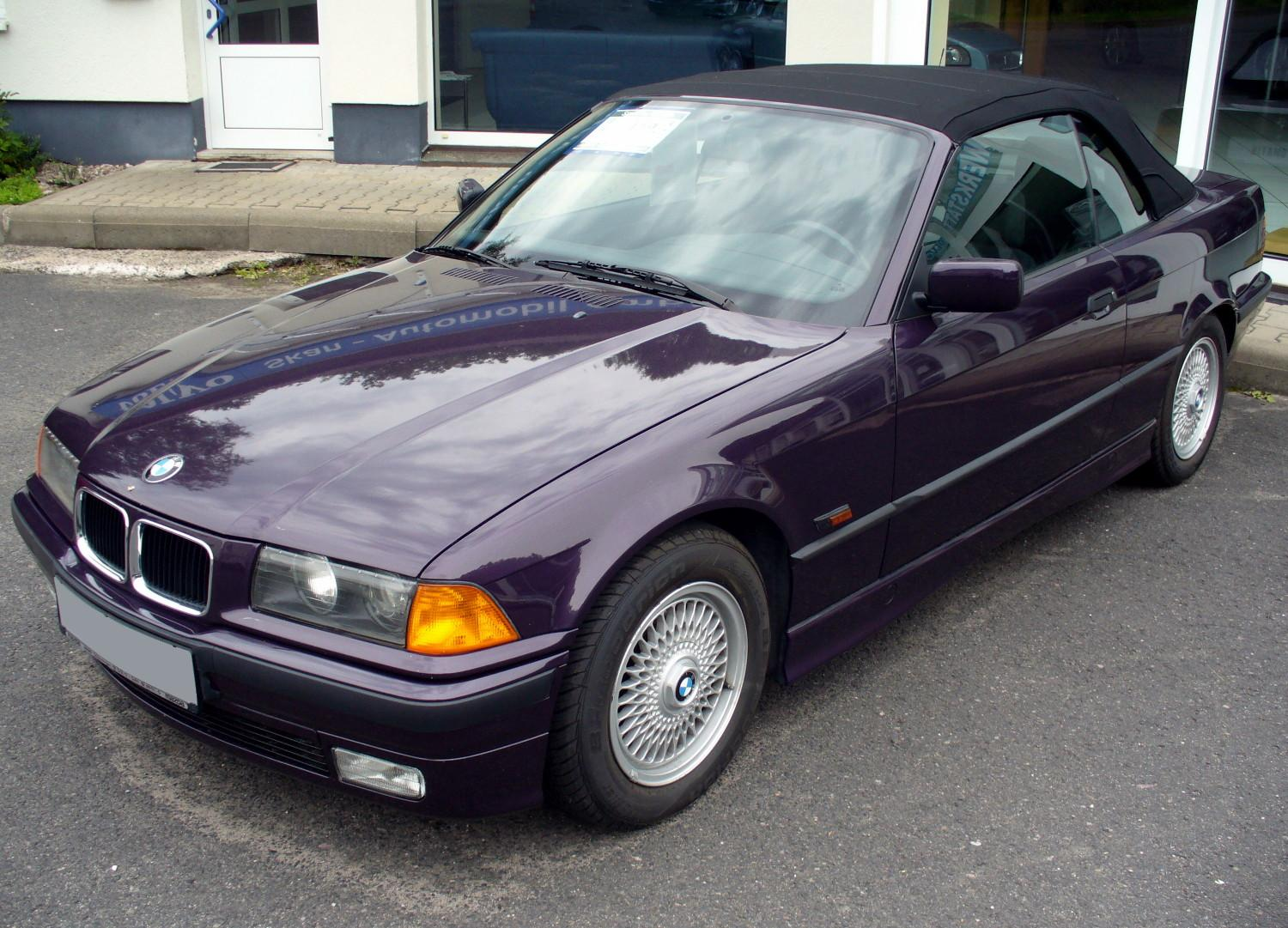
BMW Série 3 cabriolet (1993–1996)
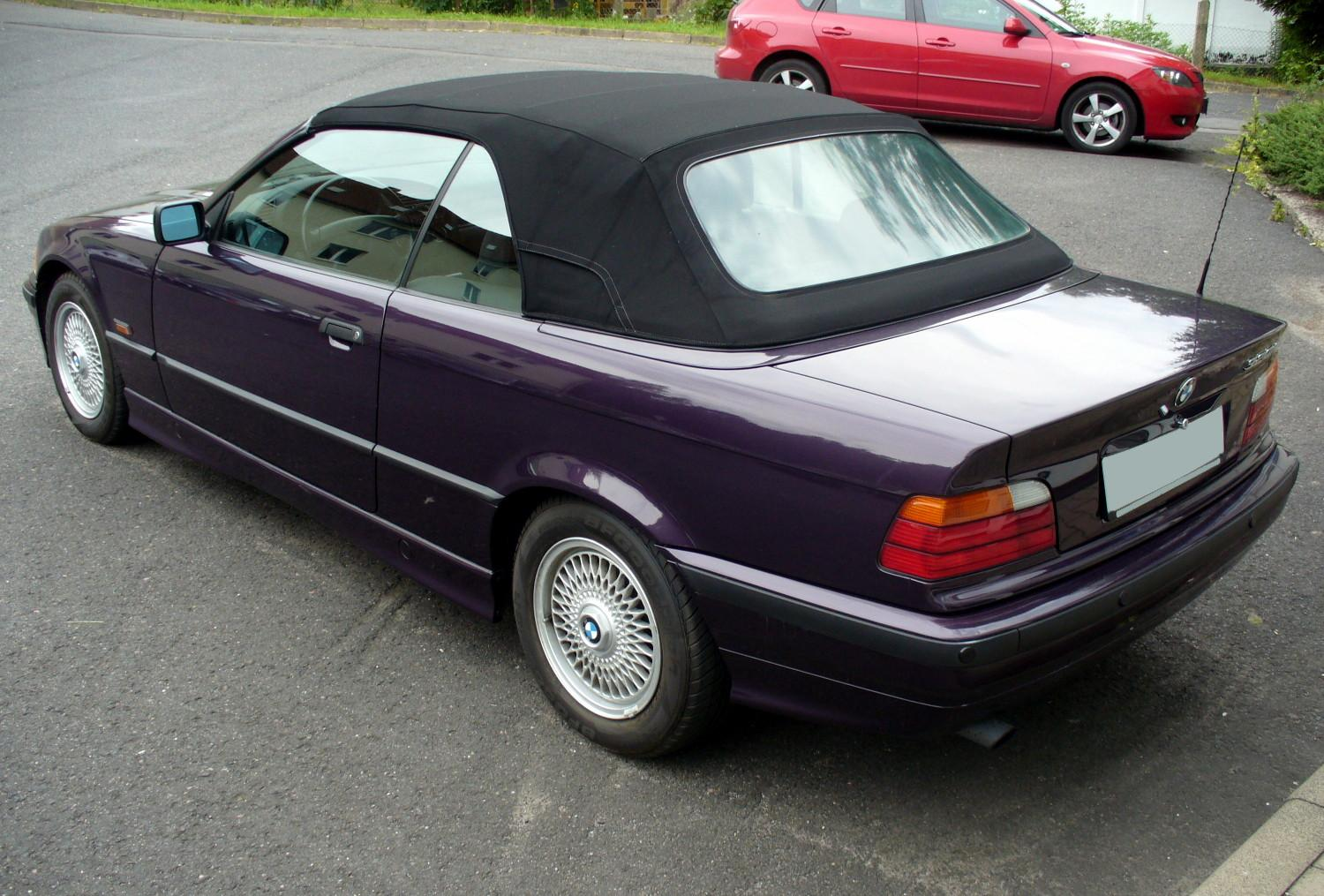
BMW Série 3 cabriolet (1993–1996)
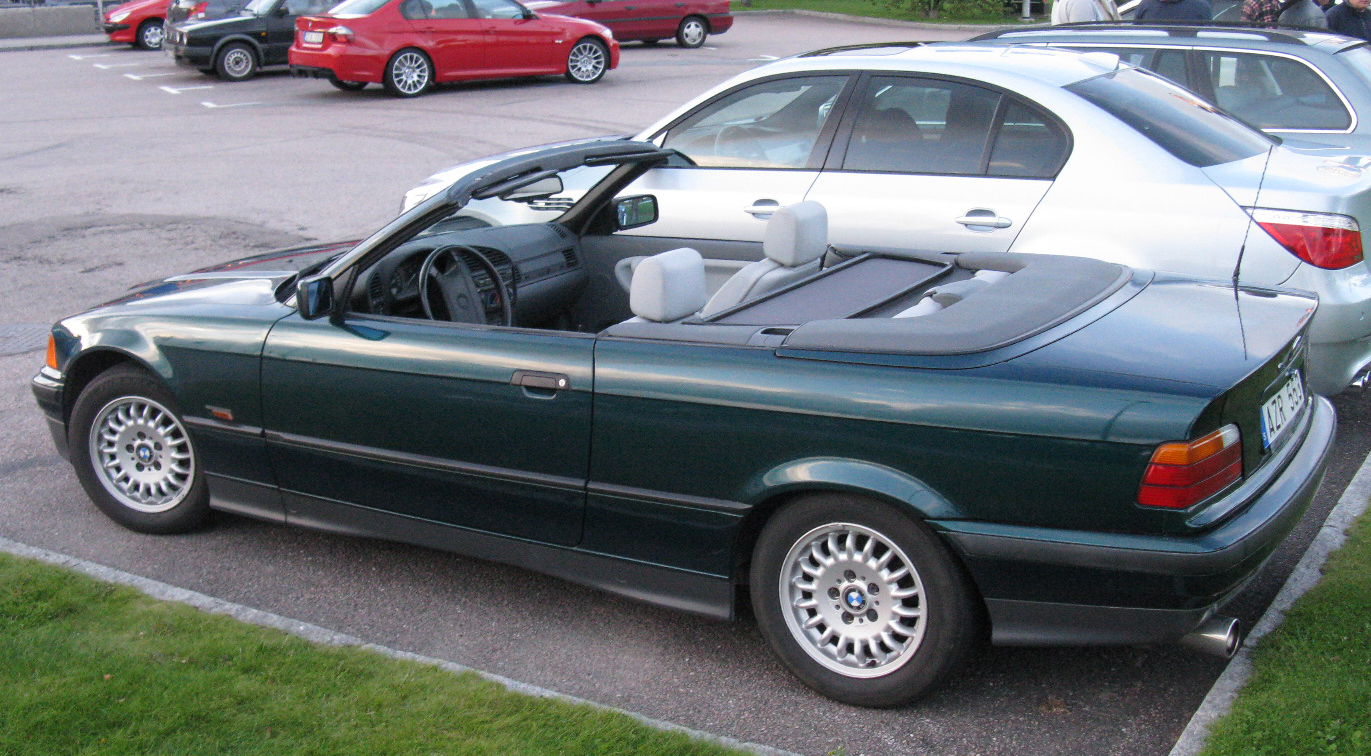
BMW Série 3 cabriolet (1993–1996)
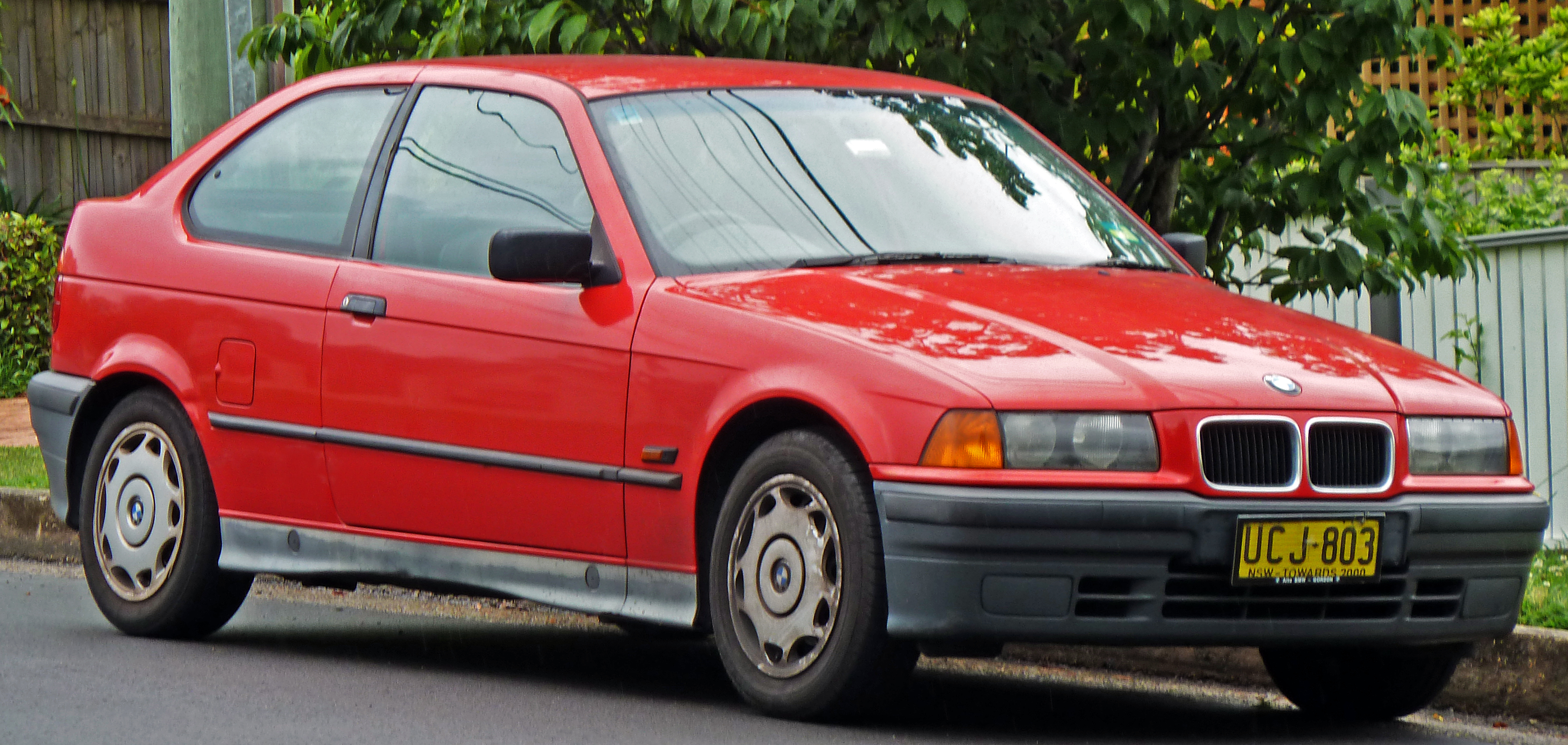
BMW 316i Compact (1994–1997)
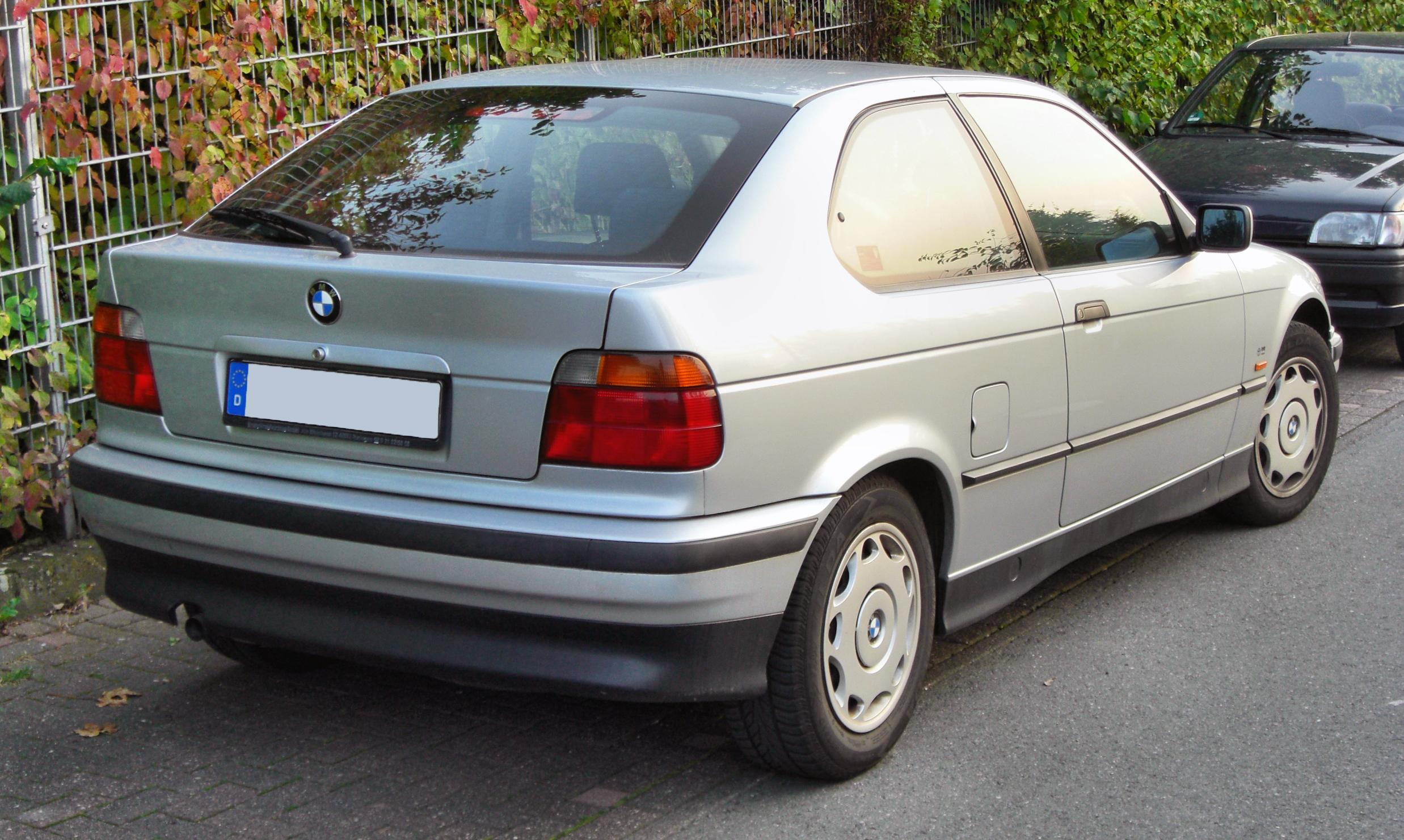
BMW Série 3 Compact (1994–2000)

### Lifting
La gamme E36 était l'une des rares générations de la Série 3 à avoir réussi sans lifting visuel majeur. Techniquement, cependant, de nombreuses modifications ont été apportées à chaque année modèle (une année modèle commence à partir de septembre après les vacances d'usine et elle est désignées en fonction de l'année civile suivante).
Sur les modèles français, à partir de janvier 1993, arrêt définitif des phares et des antibrouillards jaunes pour des optiques blancs. Sur toutes les E36, on note une amélioration de la finition. Cela est visible en regardant le mobilier intérieur, le plastique moussé brillant devient plus mat d'aspect et donne véritablement un esprit plus qualitatif à la E36.
En septembre 1993, la E36 a reçu son premier lifting léger. Les phares et les rétroviseurs extérieurs ont été équipés de picots sur le dessus pour réduire les turbulences de l'air et le bruit qui en résulte, le pare-chocs avant a été remplacé par une variante d'aspect plus moderne, ainsi que le bouton d'ouverture de la boîte à gants (précédemment équipée d'un bouton tirette). De plus, l’E36 a reçu des clignotants latéraux standard sur l'aile à partir de l'année modèle 1993.
La caractéristique la plus évidente des mesures de lifting de l’E36 à partir du printemps 1996 était de petites modifications des phares (technologie d'éclairage) et des clignotants sur l'aile, ainsi que de la calandre BMW et des pare-chocs avant et arrière.
Alors que les premiers modèles avaient encore des phares à lentille H1 et des pare-chocs en plastique gris clair avec de grandes ouvertures d'air de refroidissement, le lifting a apporté des phares H7 avec une technologie de forme libre, des rétroviseurs extérieurs et des couvercles de phares optimisés sur le plan aérodynamique (chacun avec de petits boutons pour éviter le bruit du vent) et les clignotants sur les ailes sont désormais de série.
De plus, le véhicule relifté avait une calandre BMW légèrement en forme de V et incurvée vers l'extérieur, ainsi que des jupes latérales de couleur gris foncé et des pare-chocs en plastique avec une prise d'air de refroidissement finement nervurée et un joint horizontal continu. La raison en est que les pare-chocs peuvent désormais être également commandés (seulement sous cette forme) dans la couleur du véhicule moyennant un supplément.
Les enjoliveurs de roues complètes standard en plastique ont conservé leur conception de base, mais ils ont eu un rendu un peu plus doux et plus tridimensionnel avec le lifting et ils ont également reçu une couche transparente avec une brillance plus élevé. À l'intérieur, le lifting s'affirme avec de nouvelles couleurs de sellerie et de nouveaux tissus (tissu plat). De plus, l'airbag conducteur est devenu la norme. Avec la commande pour l'airbag passager, le cockpit a reçu une forme un peu plus moderne, puisque le plateau de rangement devant le siège passager a été omis et que le cockpit est légèrement plus incliné ici. Par la suite, les modèles ont également reçu un volant visuellement beaucoup plus attrayant avec un emblème BMW coloré (jusqu'à présent il était uniquement en relief sur le plastique) et un airbag.

### Variantes de carrosserie (de 1996 à 1998)

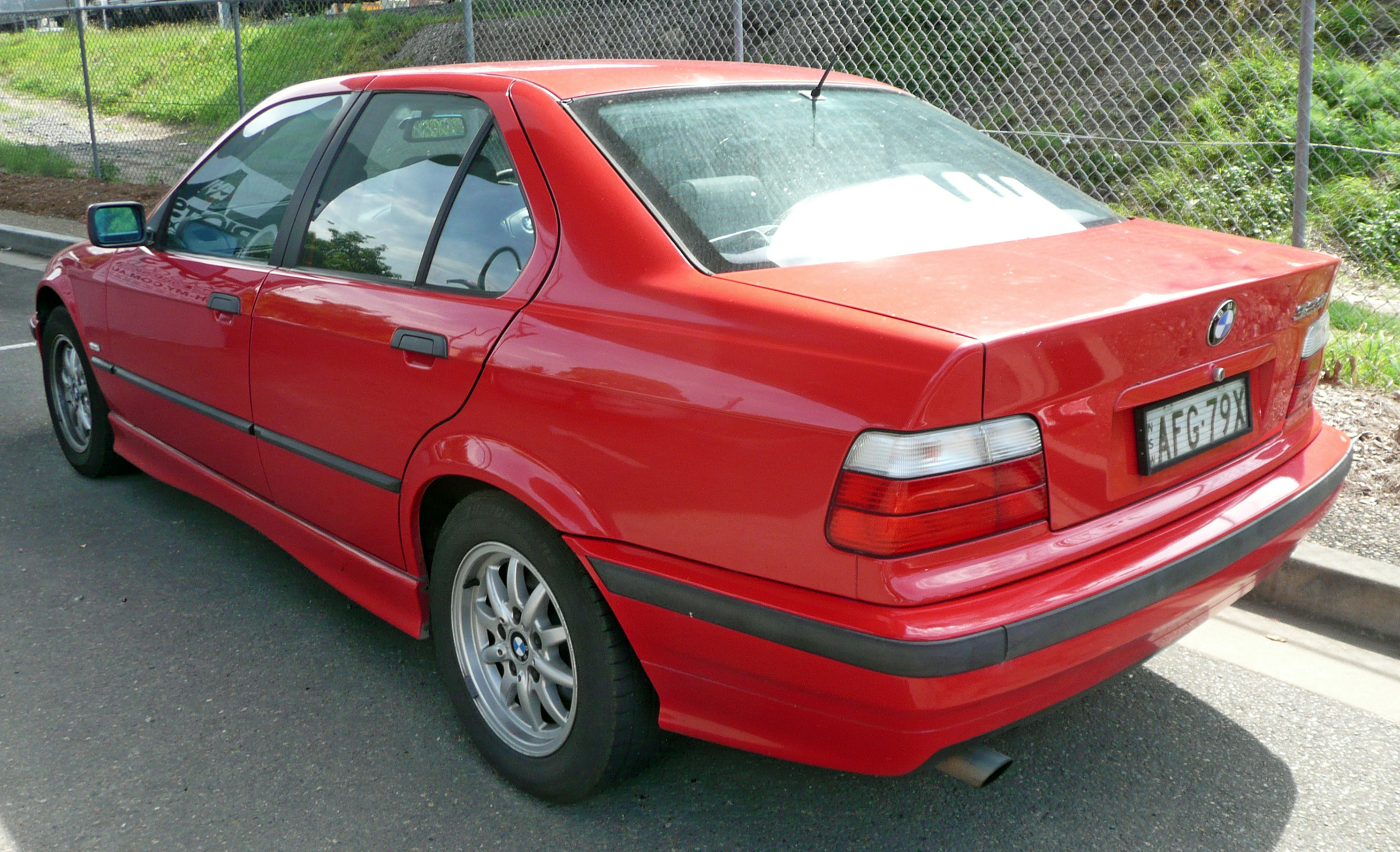
BMW 323i berline (1996–1998)
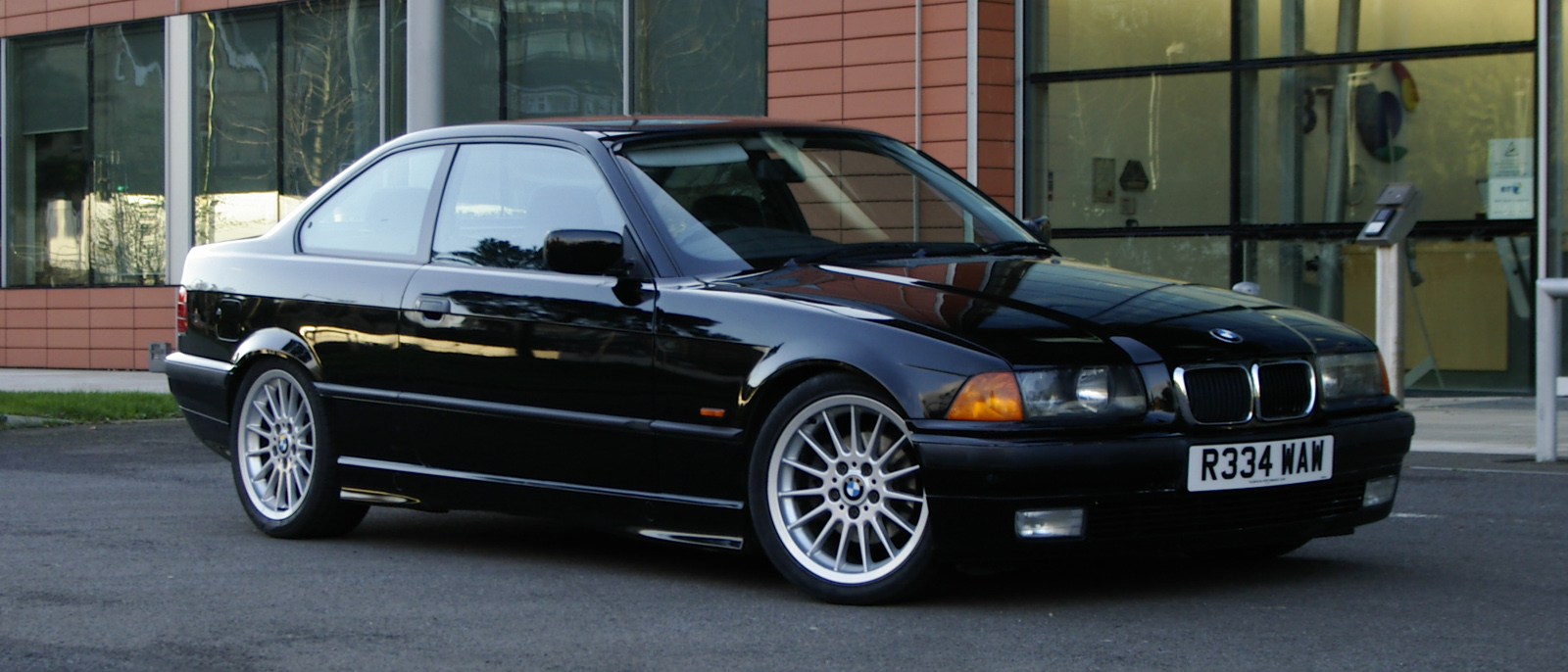
BMW 328i coupé (1996–1998)
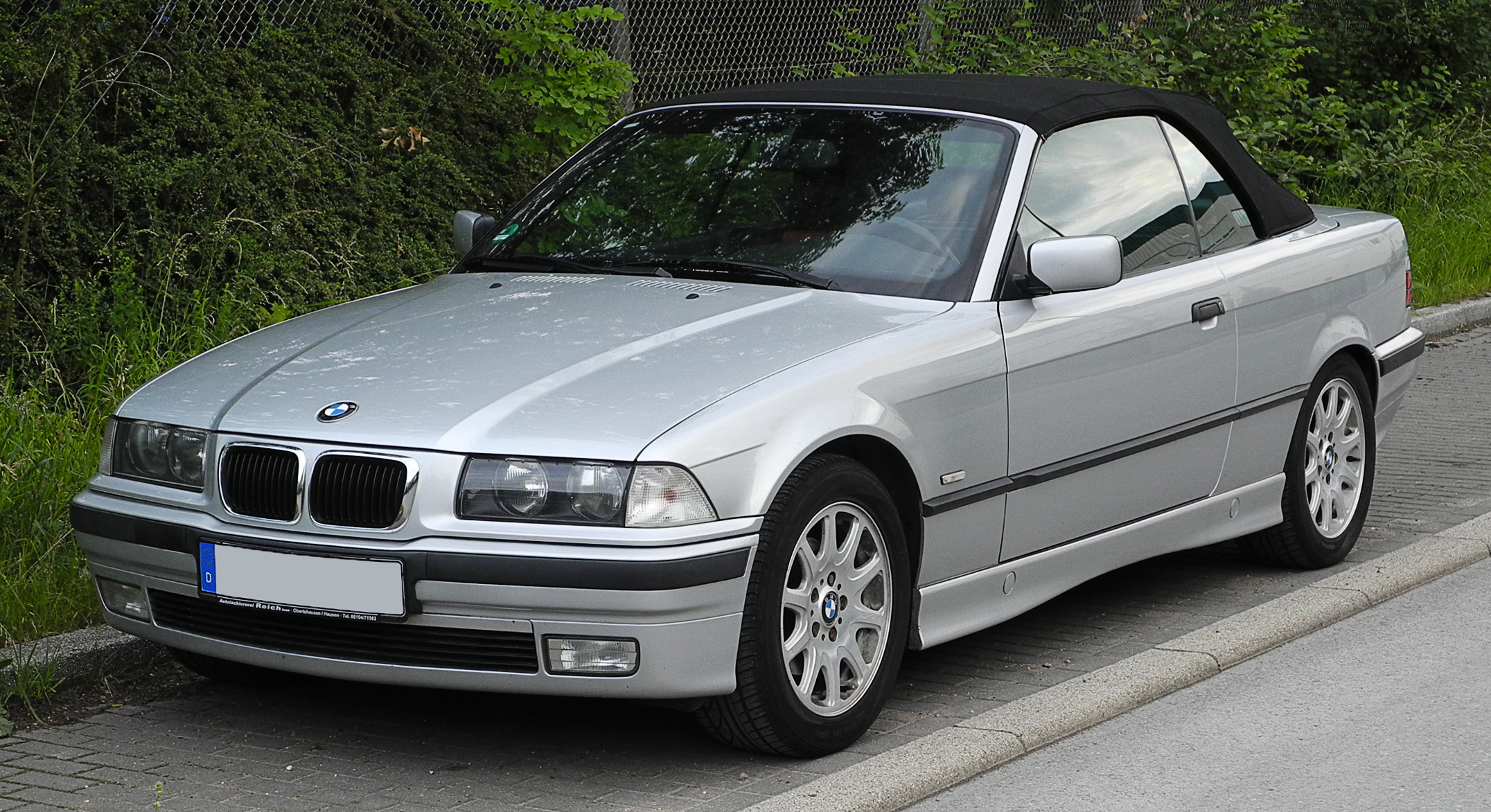
BMW 320i cabriolet (1996–1999)
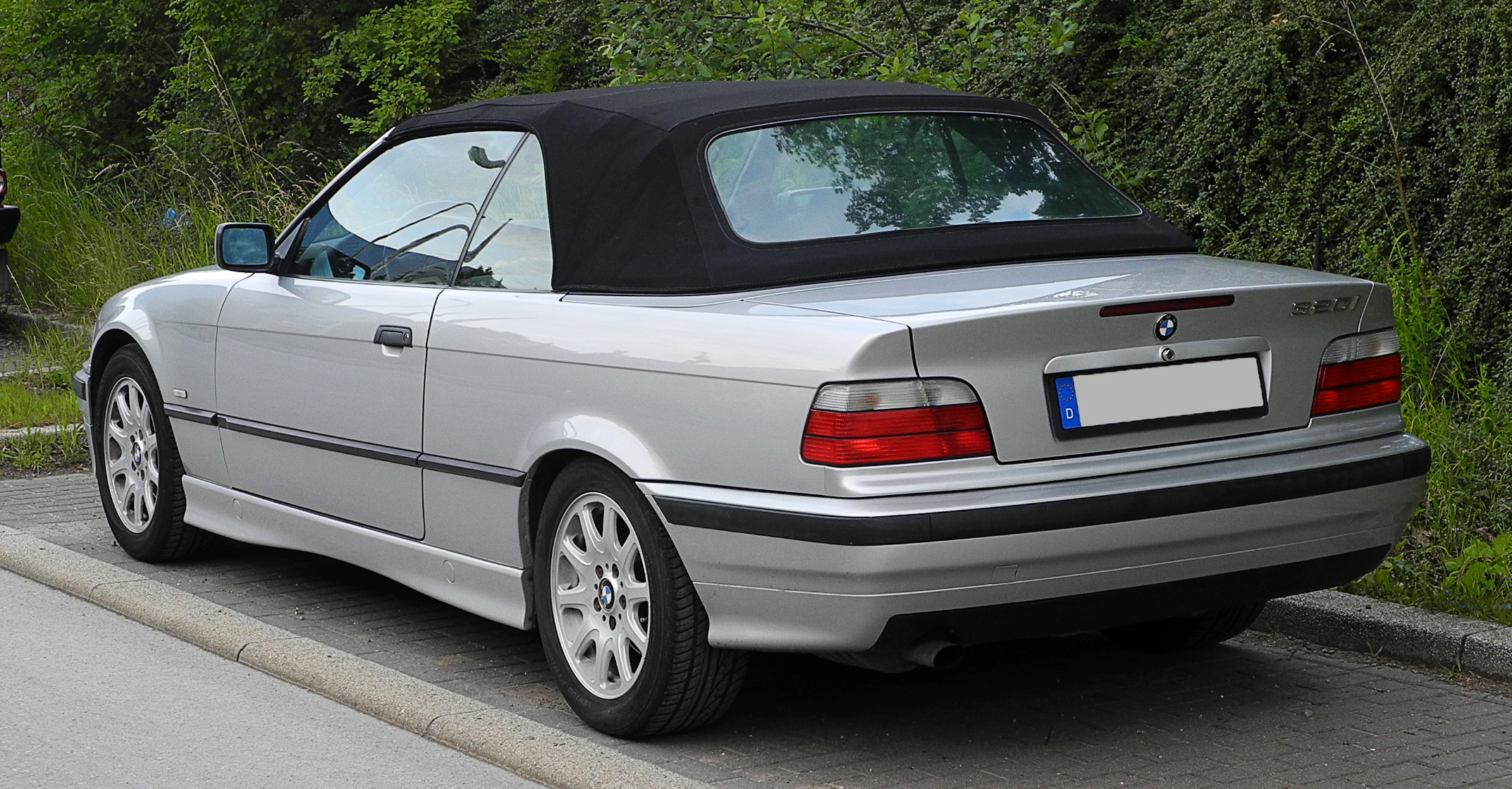
BMW 320i cabriolet
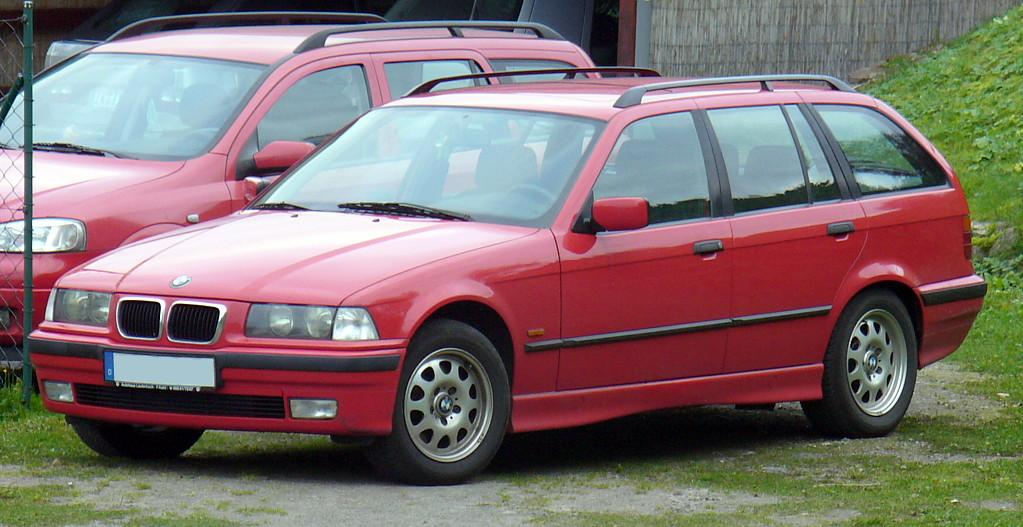
BMW 323i Touring (1996–1998)
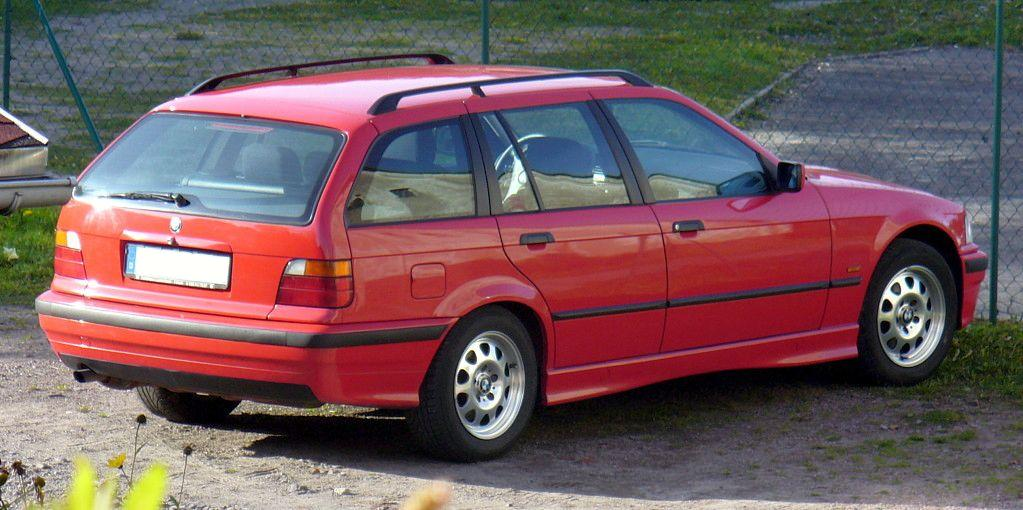
BMW 323i Touring  (1996–1998)
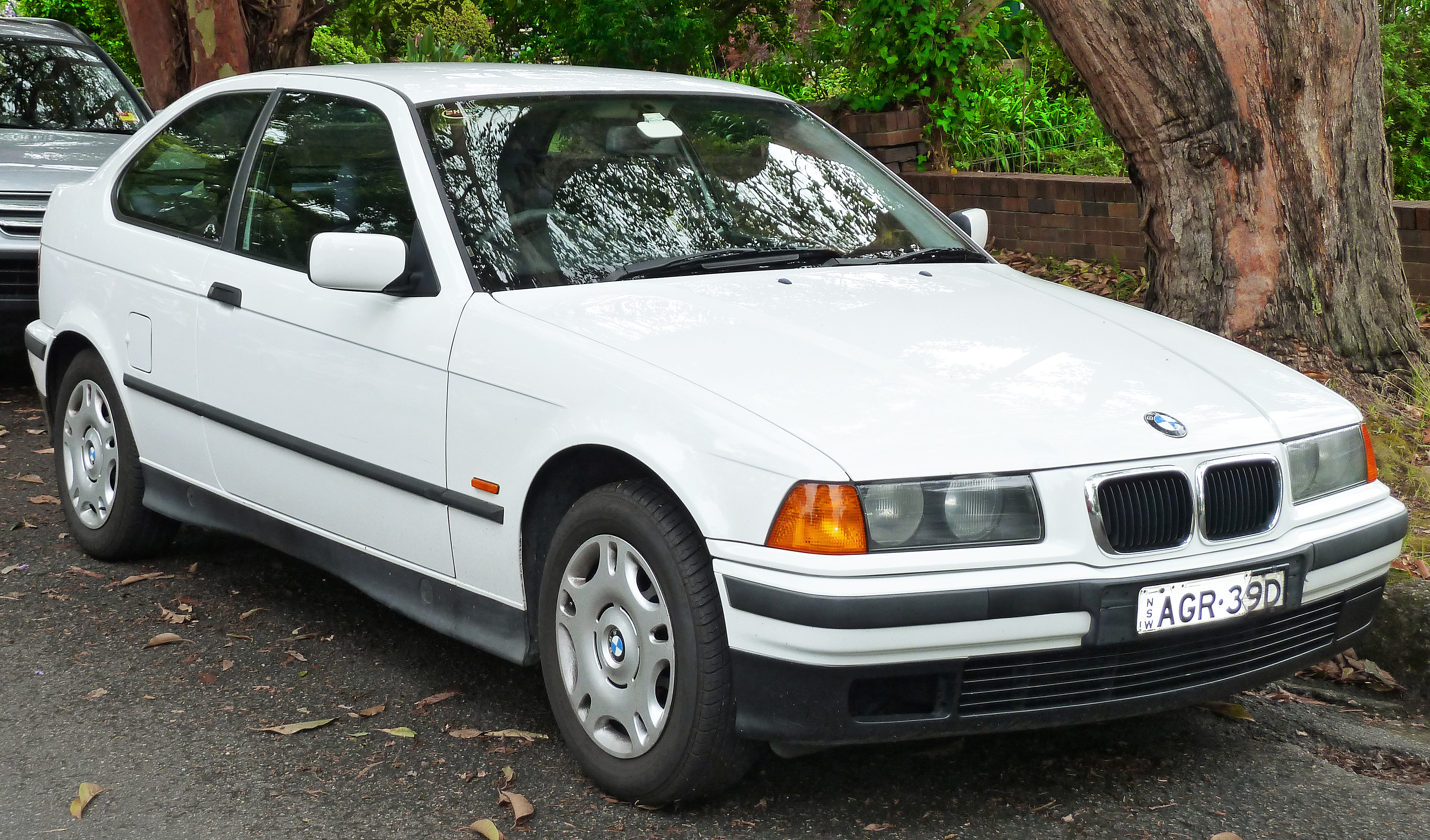
BMW 316i Compact (1996–1998)
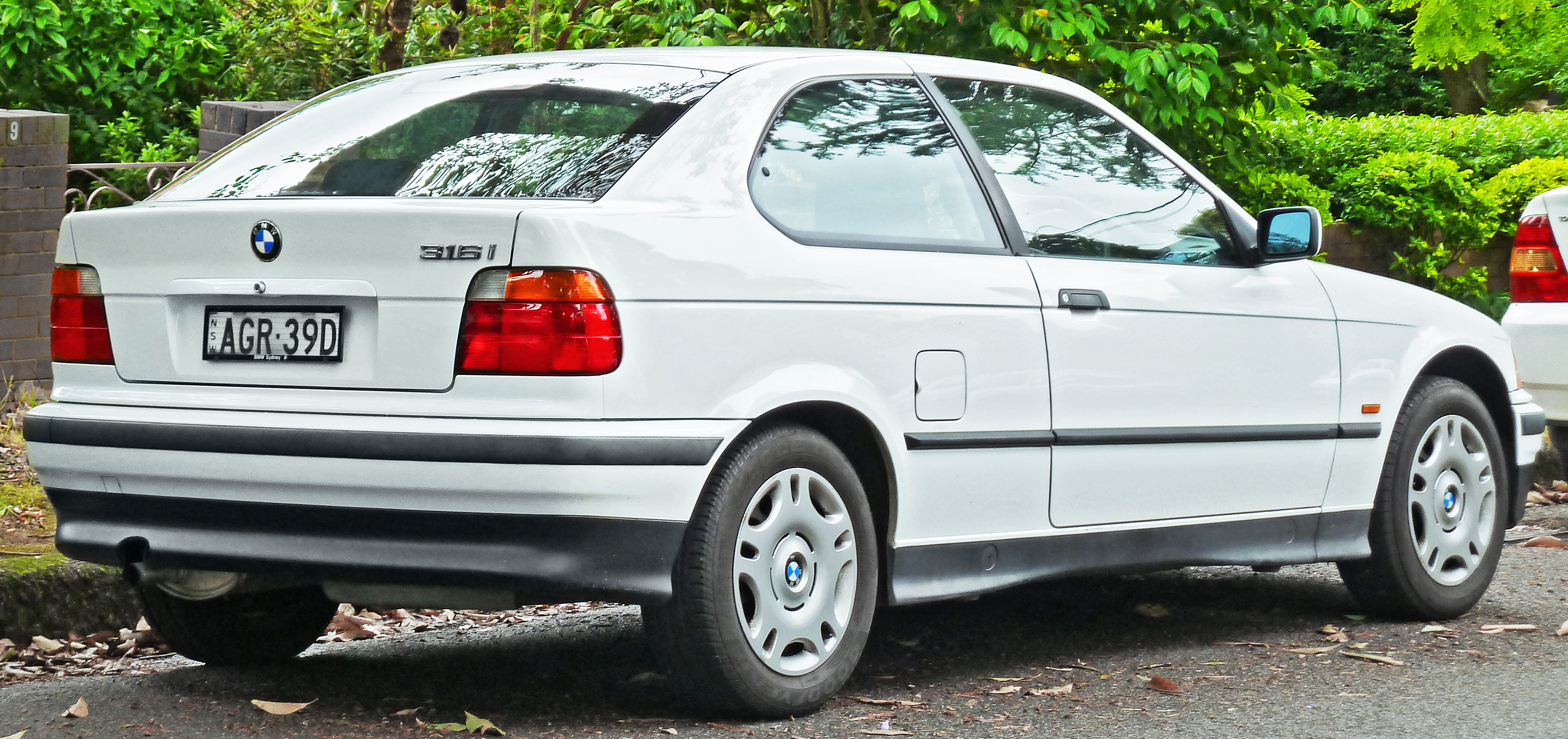
BMW 316i Compact (1996–1998)

## BMW M3
Article principal : BMW M3.
La deuxième version de la M3 (gamme E36) a été présentée par BMW Motorsport GmbH à l'été 1992. Dans la première phase de production, elle était basée sur le coupé deux portes, puis elle a été complétée par la berline et le cabriolet. Elle dispose d'un moteur essence six cylindres en ligne (S50B30) d'une cylindrée de 2 990 cm3 et de quatre soupapes par cylindre. Il délivre 210 kW (286 ch) et dispose d'un VANOS (arbre à cames d'admission uniquement, continu avec haute pression) entièrement variable. Le couple maximal est de 320 Nm à 3 600 tr/min.
Avec la révision du moteur (S50B32), celui-ci avait une cylindrée de 3,2 litres et 236 kW à 7 400 tr/min, elle a reçu une boîte de vitesses à 6 rapports et a été le premier véhicule BMW à double VANOS.
La puissance moteur considérablement accrue de la M3 E36 par rapport à sa prédécesseuse a nécessité, entre autres, une révision du châssis et du système de freinage. Un système de freinage composé a été introduit à l'avant de la M3 de 3.2 L.

### Boite de vitesses séquentielle BMW SMG
Introduite en 1996 sur la BMW M3 E36, la boîte de vitesses séquentielle SMG de BMW repose sur une technologie de transmission directement inspirée de la Formule 1. La SMG, ou « Sequential Manual Gearbox », est une transmission électrohydraulique de type manuelle-robotisée, développée par BMW en collaboration avec les fournisseurs allemands Getrag et Sachs. Bien que ce type de boîte ait été utilisé pour la première fois en 1994 sur la Ferrari 355, BMW reste le premier constructeur automobile à l'intégrer sur un modèle de production en série.

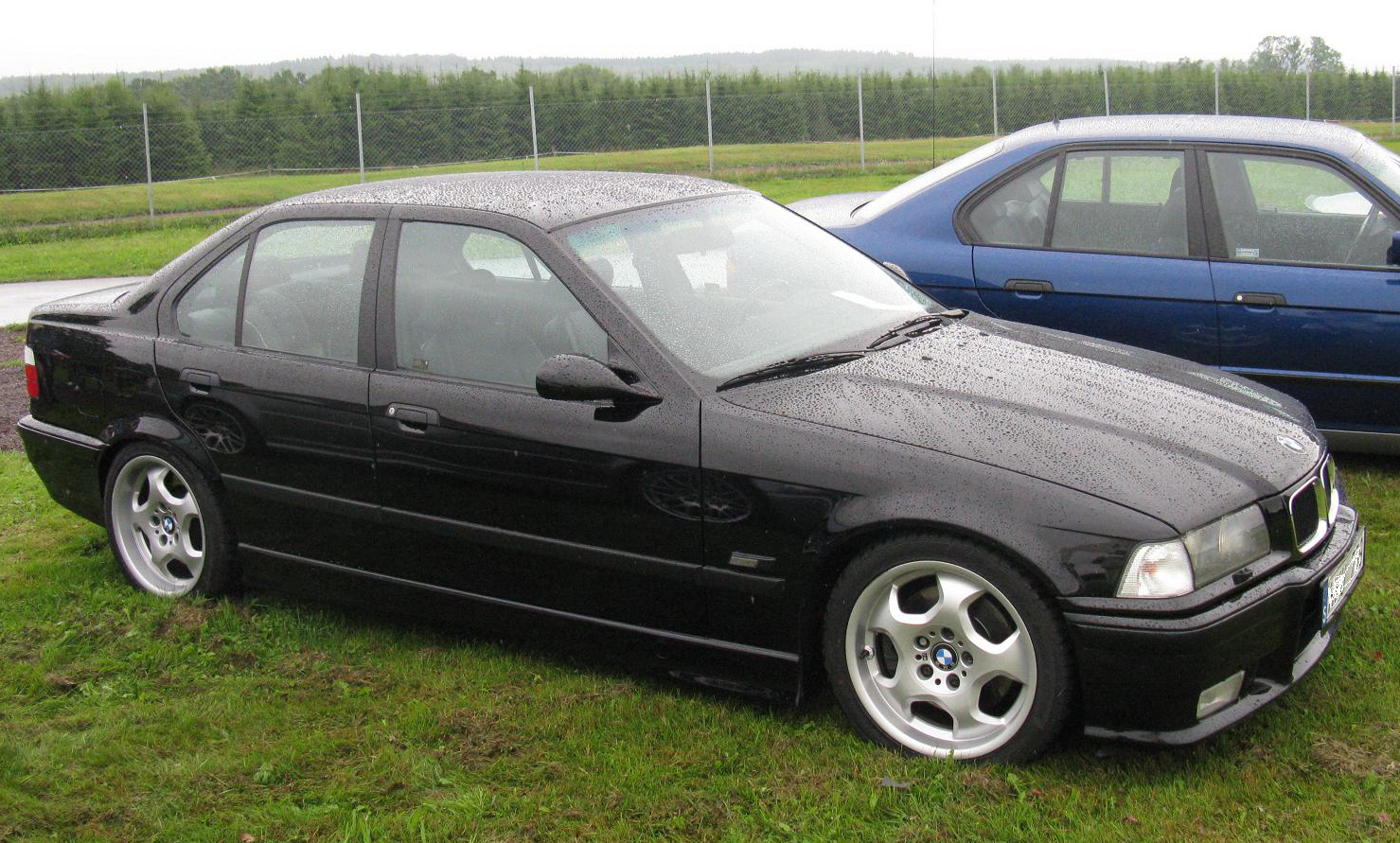
BMW M3 berline (1996–1998)
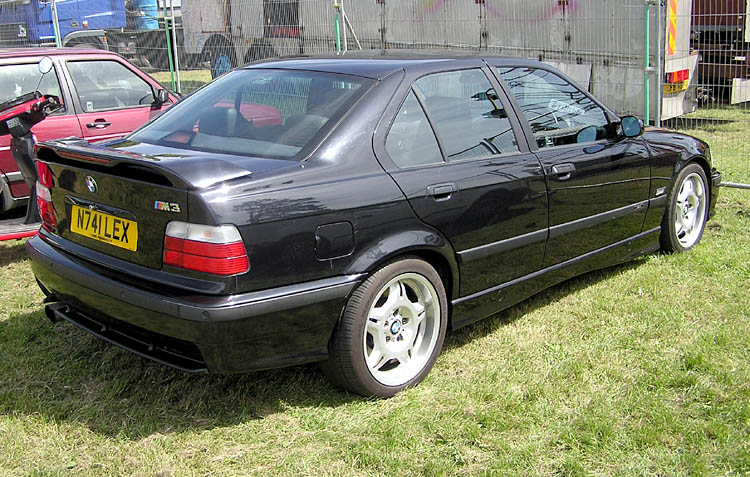
BMW M3 berline (1996–1998), vue arrière
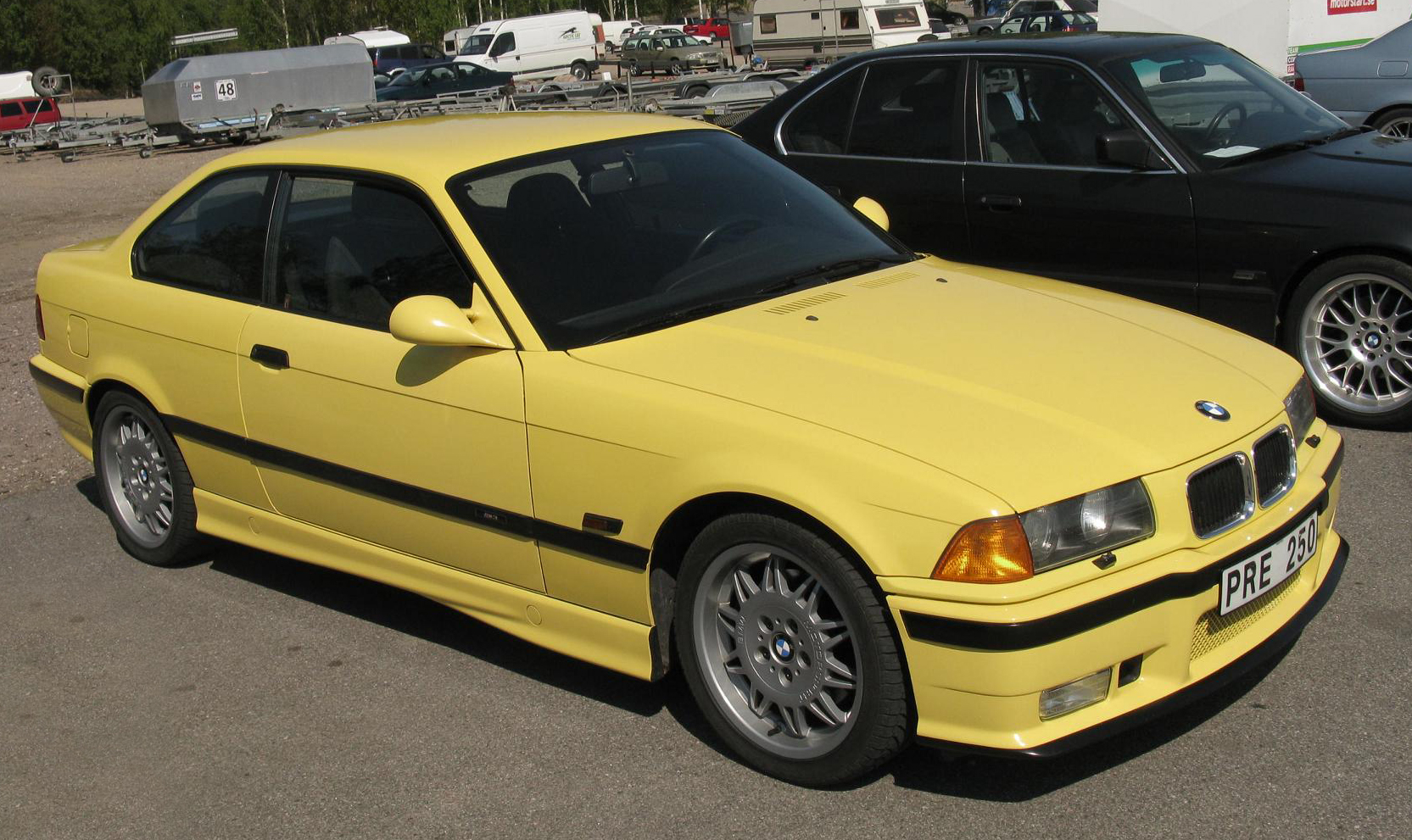
BMW M3 coupé, vue de face
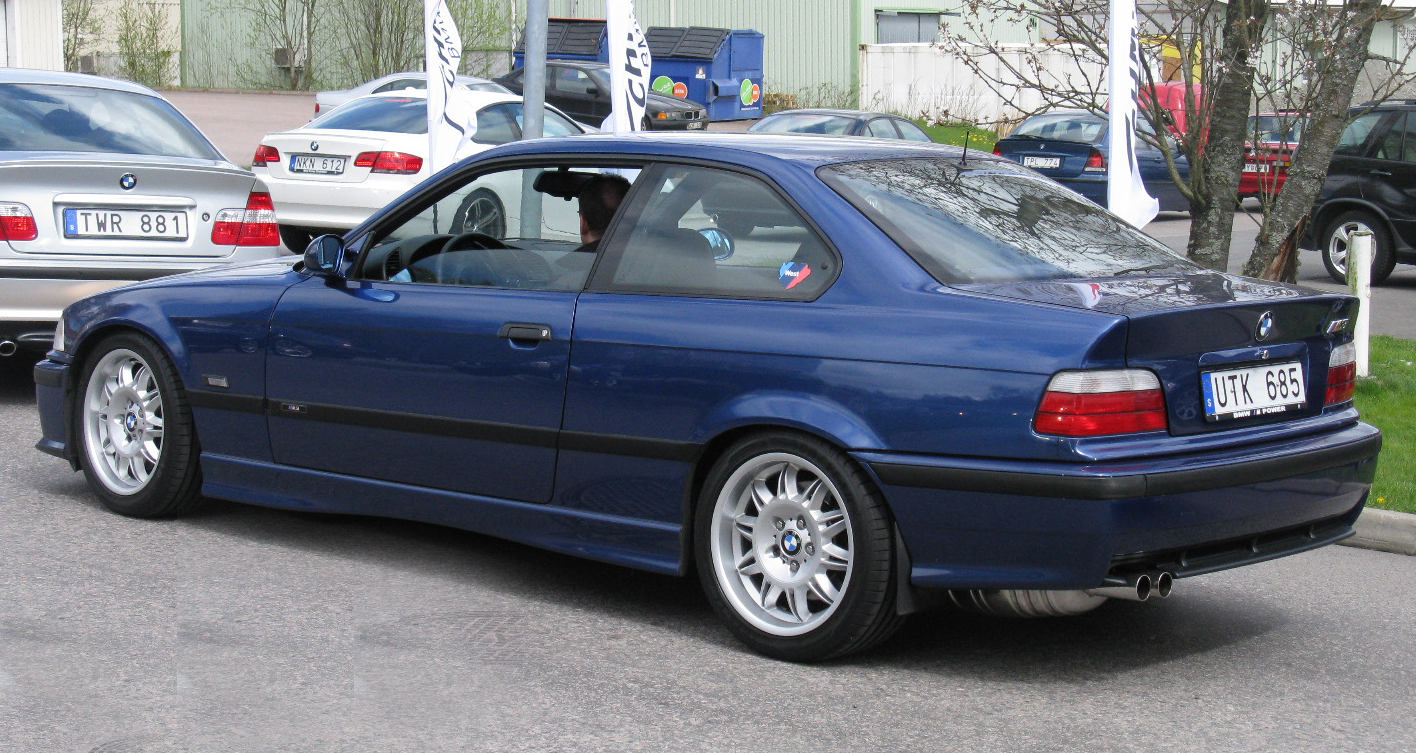
BMW M3 coupé, vue arrière

## Modèles spéciaux
318iS/Class ll
De 1994 à 1995, le modèle spécial 318iS Class II a été construit, il n'était disponible qu'en berline mais équipé du M42b18 136ch des 318is « standard » avant l’arrivée du M44b19.
Il s’agissait d’une série d'homologation de 2 500 unités dans le monde entier, dont 1 000 en Allemagne, pour la série STW.
Cette édition a été disponible dans 6 teintes :
- Dakar Gelb (267), 306 ex(emplaires ?) ;
- Boston Grün (275), 121 ex. ;
- Alpinweiss 3 (300), 17 ex. ;
-Cosmos Schwarz (noir, 303), 1197 ex. ;
-Hellrot (314), 321 ex. ;
-Alaska Blau (bleu, 367), 538 ex.
Elle a été construite en même temps que la M3 GT et en a repris certaines caractéristiques visuelles. En plus de la finition M standard, une «lèvre M» avec des coins dits GT, ou volets GT, a également été installée sur le pare-chocs avant. De plus, le becquet arrière en deux parties de la M3 GT a été adopté. Une édition limitée de la M3 GT (356 exemplaires) a été fabriquée et uniquement livrée dans la couleur British Racing Green. De véritables applications en carbone ornaient l'intérieur de la M3 GT. Le « pack » est visible sous le code option 777 et contient les éléments suivants :
- plaque d’édition spéciale estampillée « BMW Motorsport international limited édition » sur la boîte à gants ;
- clips de baguettes latérales estampillées « BMW Motorsport international » ;
- pack M aéro contenant le pare-chocs avant, pare-chocs arrière, jupes latérales, lame aéro type GT avant, ailerons arrière en 2 parties de type GT & grille d’admission d’air peinte en noir ;
- rétroviseurs et poignée de coffre peinte en couleur carrosserie.
Toutes les Class ll possédaient de série les jantes style 18 et l’intérieur sport. Il était possible d’avoir en option les jantes styles 29 et l’intérieur cobra similaires aux M3.
M3 GT
Comme citée précédemment, une édition nommée « GT » est apparue sur la M3 e36, produite de février à juin 1995, BMW propose la M3 GT, une première évolution de la M3 e36 3.0 286ch avant son passage en 3.2 321ch en 1996.
Cette M3 GT disponible en seulement 356 exemplaires numérotés dont les 5 pré-séries. Cette édition apporte des changements et particularités tels que :
- British Racing Green (312), seule couleur disponible sur cette édition, tout droit tirée du catalogue individual du constructeur ;
- intérieur cobra cuir/alcantara noir/vert ;
- jantes style 24 forgées ;
- véritable carbone autour du levier de vitesse, sur le cendrier et baguette de boîte à gants ;
- pack M aéro contenant les pare-chocs avant, arrière, lame aéro type GT avant, ailerons arrière en 2 parties type GT et grille d’admission d’air peinte en noir ;
- clignotants blancs ;
- plaque d’édition spéciale estampillée « BMW Motorsport international limited édition » sur la boîte à gants ;
- clips de baguettes latérales estampillées « BMW Motorsport international » ;
- techniquement, elle se différencie avec une augmentation de 9 chevaux, portant la puissance à 295 ch, seule une boîte manuelle 5, rapport de disponible et un poids contenu.
M3 GT individual
Entre novembre et décembre 1998, BMW produit une cinquantaine de M3 GT Evo individual. Basée sur les M3 3.2 cette fois, elle se distingue par sa robe unique Imola red ll (405), l’intérieur cuir/alcantara noir/imola red sans carbon, le pack M aéro vu précédemment sur la M3 GT, une boîte manuelle 6 vitesses et des jantes style 24 mais cette fois non forgés.
Seule la no 13/50 châssis EA90890 a été modifiée par l’usine, à la demande de l’acheteur anglais qui a fait le choix du service individuel pour changer la couleur extérieure par un gris argenté au code inconnu ce jour.
Individual Séries Mora
En 1997, BMW France propose sur son marché une série spéciale limitée et numérotée à 50 exemplaires.
Cette série limitée exclusive au marché français se distingue par sa configuration assez unique basée sur les finitions wordline.
- couleur extérieure Mora Metallic (359) tirée du catalogue individuel ;
- intérieur Nappa cream white (L9CW) ;
- bois de bruyère sur le volant, baguette de boîte à gants, contour du levier de vitesse, cendriers, poignées de portes intérieures ;
- chromes Line, contour de compteur, bouton lève-vitres, bouton levier frein à mains ;
- jantes style 41 ;
- accoudoirs, clignotants blancs, bande pare-soleil teintée, antibrouillards...
- plaque en acier doré gravé « Série Limitée Individual Series Mora n° (<ou = à 50) », placée en bas à gauche du volant.

Cette édition limitée n’était disponible qu’avec les motorisations 320i, 323i & 328i sur les carrosseries coupées et cabrio uniquement.
Magritte
En 1998 et jusqu’en 2000, BMW Belgique rend hommage à l’artiste peintre belge René Magritte, avec la production d’une série spéciale de l’e36 vendue uniquement en Belgique.
Cette série limitée et numérotée de 100 exemplaires n’a été produite qu’en cabriolet avec les motorisations 318i et 320i.
Elle se distingue par les éléments suivants :
- couleur extérieure Oriant Blau (317) tirée du catalogue individuel ;
- intérieur Nappa Modena Natuel Havane ou Nappa Maulbeere gris éléphant, au choix ;
- capote en tissu bleu ;
- peinture vernie avec l’inscription « Magritte » et la colombe signe de l’artiste sur l’aile arrière gauche ;
- inscription « Magritte » embossée sur la baguette de boîte à gants ;
- colombe embossée sur les appuie-tête avant ;
- hard top couleur carrosserie et filet anti-remous marqué « Magritte » ;
- plaque de numérotation « BMW Cabrio Magritte n° (< ou = à 100) Charly HERSCOVICI 1998 » sur l’aile intérieure droite, donc sous le capot du véhicule.

M Clubsport
En juin 1997, BMW Espagne annonce, lors de l’événement « BMW M Fahrfaszination » à Jerez, la production de 500 BMW e36 « M Clubsport ». En réalité, seuls 329 exemplaires seront commandés et vendus sous le code SA768 Clubsport, à ne pas confondre avec la série spéciale SA768A qui désigne l’édition spéciale Individualserie 95 Atlanta Olympia Édition de la série 5 e34.
Le Pack SA768 Clubsport n’a été disponible que sur les 318is, 320i, 323i et 328i coupés ; et n'incluait qu’une petite sélection de couleur telle que :
- Avus Blau (bleu, 276), 157 ex.
- Cosmos Schwarz (noir, 303), 81 ex.
- Arctic Silver (argent, 309), 21 ex.
- Dakar Gelb 2 (337), 16 ex.
- Titanium Silver (argent, 354), 28 ex.
- Sierra Rot (357), 16 ex.
- Black ll (668), 2 ex.

Il y a eu également des individuelles (490), en 8 ex.
Le pack M Clubsport comprennait :
- des clips de baguettes latérales estampillées « Clubsport » ;
- un seuil de porte estampillé « Clubsport »
- un pack carbone comprenant le contour de levier de vitesse, le cendrier et la baguette de boîte à gants ;
- un pack M aéro contenant : pare-chocs avant, arrière, lame aéro type GT avant, ailerons arrières en 2 parties (comprenant le feu stop) type GT & grille d’admission d’air peinte en noir ;
- jantes style 29 ;
- intérieur Sport Boa boa/gris alcantara (E7AV) de série (148 ex.), et en option :
- Nappa Montana black (P7SW), 143 ex. ;
- Nappa Blue Purple (P7MA), 3 ex. ;
- Nappa Clear Grey (P7TH), 7 ex. ;
- Nappa Steel Grey (P7ST), 1 ex. collector ;
- Nappa Safran Yellow (P7SG), 1 ex.

(restent 26 inconnus).
Avus Édition
Quasi au même moment que la Class ll, BMW propose la « Avus édition » code interne SA766A, elle reprend de multiples caractéristiques de la Class ll telles que :
- un châssis sport (0704) ;
- un style 29 ;
- un pack M aéro contenant les pare-chocs avant, arrière, jupes latérales et grille d’admission d’air peinte en noir ;
- clips de baguettes latérales estampillées « BMW Motorsport international » ;
- poignées de porte estampillées « BMW Motorsport » ;
- intérieur sport tissu (anthracite/gris) et en option turquoise ou rouge, cuir Nappa Montana noir, anthracite ou rouge.

cette édition n’a été proposée que sur les coupés et uniquement avec/pour les motorisations 318is & 325i.
M3 LTW
BMW USA propose, à partir de 1995, la M3 LTW, dans son catalogue, cette M3 est basée sur les M3 3.0 américaines équipées du S50b30US de 240ch et non du S50b30 européen développant 286 ch., il se différencie par le haut moteur M50 des séries 3 classiques.
La LTW étant prévue pour la piste, c’est plutôt du côté du châssis et du poids que BMW USA a amélioré le véhicule, en baissant le poids d’au moins 150 kg pour descendre à 1 338 kg sur la balance grâce aux portières en aluminium, à des jantes forgées style 24, de la suppression de la climatisation, de la radio, du kit outils, des isolants et d’une boîte manuelle à 5 vitesses. Cependant, elle possède de série la lame avant type GT réglable à l’avant, un aileron type GT avec une rehausse supplémentaire entre les 2 parties, l’intérieur sport Hurricane, la peinture Alpineweiss lll (300) et en option la décoration extérieure du drapeau à damier aux couleurs de BMW Motorsport, c’est-à-dire rouge, indigo et bleue.
La production de la LTW serait de 115 ex. + 10 pré-séries.
318ti STW
Entre juin et juillet 1997, BMW produit pour la Suisse la 318ti STW, cette petite série de 46 ex., basée sur la version compact de l’e36, est équipée du M44b19 de 140 ch., de suspension M surbaissée de 60 mm, ressort H&R, jantes BBS 17’, clignotant blanc (en option), ASC+T, pack M-technic (aileron en option), sièges sport inspirés de la LTW, couleur alpinweiss 3 (300) + rétroviseurs type M3 peints en mugello rot (274), et plaque de numérotation « BMW 318TI Sport Edition STW LIMITED (n° < ou = à 46) ».

## Baur-Topcabriolet

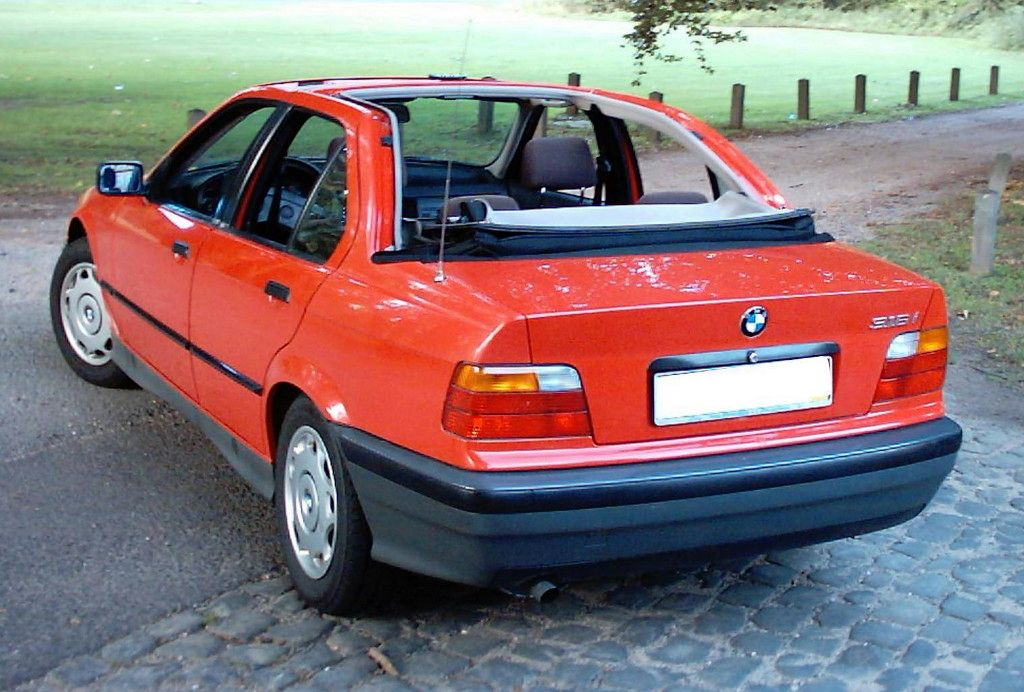
Baur Topcabriolet TC4.

Baur avait construit 310 unités d’une berline quatre portes décapotable (Baur-TC4). La base était la berline, dont la lunette arrière et la majeure partie du toit avaient été retirées, mais pas les cadres de fenêtre. Une capote souple s'étendait depuis l'arrière, sur les montants C, jusqu'à l'avant. À la hauteur du montant B, une traverse de toit a été conservée en tant que renfort, à laquelle la capote pouvait être fixée lorsqu'elle était à moitié ouverte. Dans cette position, le véhicule ressemblait à une berline avec un toit ouvrant légèrement plus grand. La TC4 pouvait être commandée avec n'importe quel moteur essence ou diesel disponible dans la Série 3 berline.

## Z3 roadster
Le Z3 roadster (produit d'octobre 1995 à décembre 2002) fonctionnait sous la désignation E36/7 ; sa variante coupé s'appelait E36/8. Les deux sont basés sur la plate-forme de l'E36 Compact et partagent également diverses pièces à l'intérieur.

## L’E36 en sport automobile
Comme le modèle E30 précédent, l’E36 était utilisée par l'usine dans des courses de voitures de tourisme. Joachim Winkelhock a participé au Championnat britannique des voitures de tourisme de 1993 à 1995 et y est devenu champion en 1993. La même année, Johnny Cecotto remporte l'ADAC GT Cup avec une BMW M3. Les deux pilotes ont également été couronnés de succès avec BMW dans la Super Tourenwagen Cup. Cecotto a été champion en 1994 et 1998, Winkelhock en 1995.
La course des 24 Heures du Nürburgring a été remportée avec la BMW E36 de 1994 à 1998, la 320d de 1998 étant le premier véhicule à moteur diesel à gagner. L'E36 était et est populaire dans le sport de masse, de sorte que des pilotes de E36 ont été les vainqueurs du VLN Langstreckenmeisterschaft Nürburgring en 1998, 2002, 2004 et 2006.